# Сатори
Са́тори (яп. 悟り, сатори; кит. 悟, у; санскр. संबोधि, самбодхи, дословно — «просветление») — в медитативной практике дзэн — внутреннее персональное переживание опыта постижения истинной природы  через достижение «состояния одной мысли» (санскр. дхьяна или яп.  дзэн).

## Сатори и кэнсё
В японской буддийской традиции сатори используется наряду с термином «кэнсё» — яп. 見性, кэнсё:, «ви́дение [собственной] природы». Мастера дзэн[кто?] подчёркивают, что кэнсё не является сатори, но является своеобразным «преддверием» к нему, не следует привязываться к этим переживаниям, подчёркивают они (как, впрочем, и к сатори).

## Постижение сатори
В медитативной практике дзэн считается, что достичь состояния сатори можно, помимо медитативной практики, благодаря тривиальным, ординарным событиям и предметам.
Известный японский дзэнский мастер Хакуин (1686—1769) отмечал, что лишь после «Большого сатори» последователь получает право заявлять о «Великом мире и Великом счастье» (дайанраку), потому что познал на собственном опыте данные явления.
Процесс постижения сатори в традиции дзэн часто рассматривается на примере слов учителя Цинюаня (ум. в 740 г.):

Тридцать лет назад, когда я начал изучать дзэн, я сказал: «Горы являются горами, реки являются реками». После того как я прикоснулся к истине дзэн под руководством хорошего наставника, я сказал: «Горы не являются горами, реки не являются реками». Но сейчас, когда я достиг состояния конечного покоя (которым является «просветление»), я говорю: «Горы действительно являются горами, реки действительно являются реками».
Школа Риндзай (кит. Линьцзи) утверждает, что для достижения внезапного сатори бесполезны любые рациональные пояснения и рассуждения.
При этом желание обрести сатори считается в школе ошибочным. Иногда сатори может появиться у длительное время практиковавшего дзэн ученика после крика или удара мастера. Дзэнский монах и поэт Эйсан-но Какуа (XII в.) отмечал, что наиболее важной вещью, после которой может появиться сатори, является стремление «прочувствовать окружающий мир», например, с помощью слушания флейты:
Замахнись кулаком или обругай, поменьше бахвались.
Правду ли говоришь, неправду ли говоришь — вступаешь
в мутную воду.
Прекрати раскладывать по полочкам и указывать,
Посмотри на флейту — только и услышишь «ра-ра-ри».
Томас Клири, комментируя фразу Догэна «Люди великого понимания действительно обладают великим пониманием даже в дальнейшем», указывал, что сатори является совсем не окончанием дзэнского учения, а его началом: «После сатори практикующий понимает, сколь многому ему предстоит научиться». Японист Д. Г. Главева аналогично отмечала, что сатори является в дзэн не окончанием, а началом полного понимания истины, приводя в пример дзэнское изречение: «Истину надо ухватывать через внезапное просветление, но полное постижение развивается шаг за шагом». Последующее углубление понимания называется в японском дзэн гё (кит. син — «занятие», «действие», «движение», «деятельность»).